# Bulharské námořnictvo
Bulharské námořnictvo (bulharsky: Voennomorski sili na Republika Balgariya) je námořní složkou ozbrojených sil Bulharska. Patří mezi malá námořnictva. Jeho jádrem jsou fregaty, korvety a raketové čluny. Námořnictvo tvoří cca 3000 osob. Hlavní základnou je Varna. Námořní letectvo provozuje několik vrtulníků Eurocopter AS565 Panther a Mil Mi-14.

## Složení

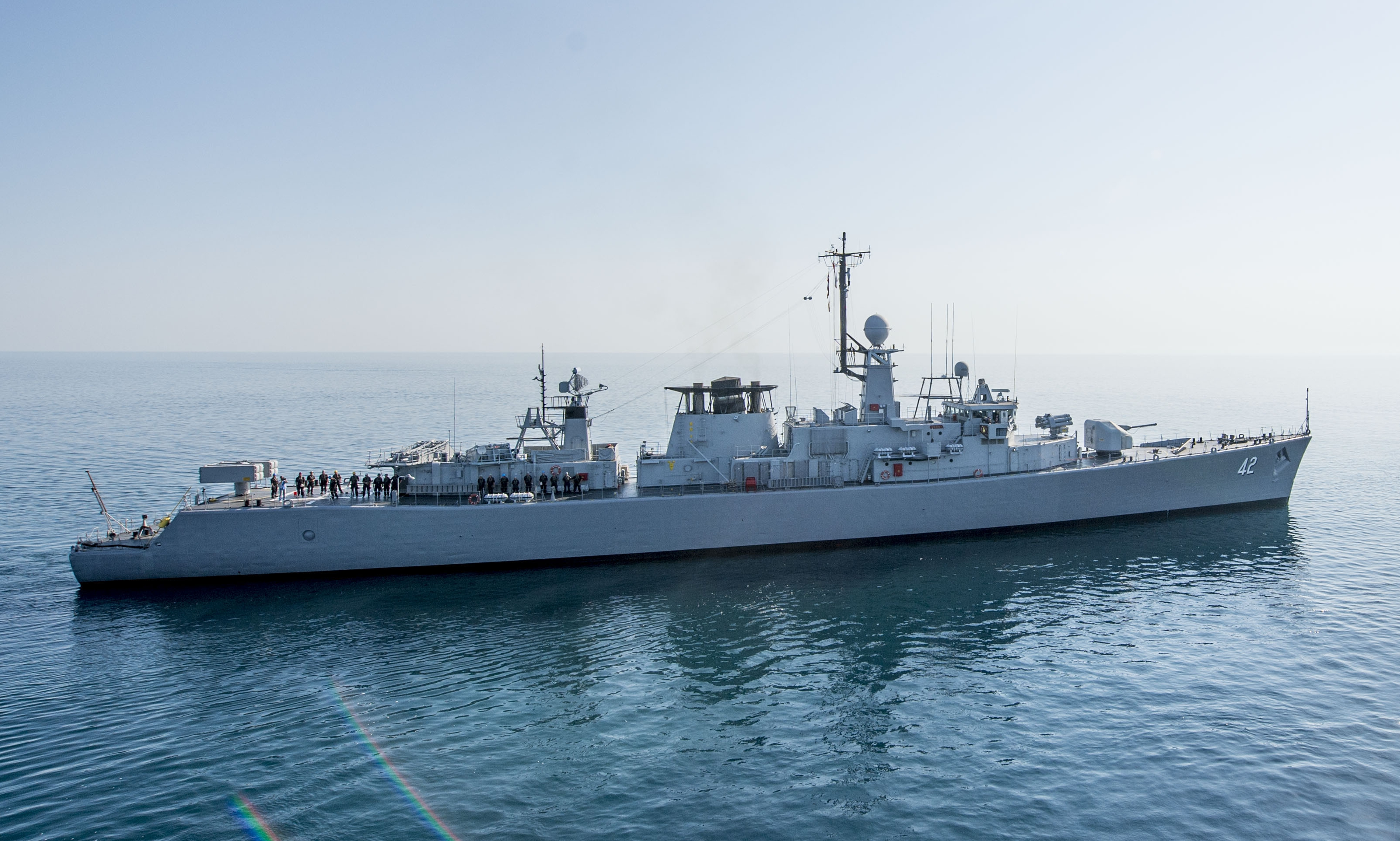
Fregata Verni (42)

### Fregaty
- Třída Wielingen
  - Drazki (41, ex Wandelaar)
  - Verni (42, ex Wielingen)
  - Gordi (43, ex Westdiep)

- Projekt 1159T / třída Koni
  - Smeli (11)

### Korvety

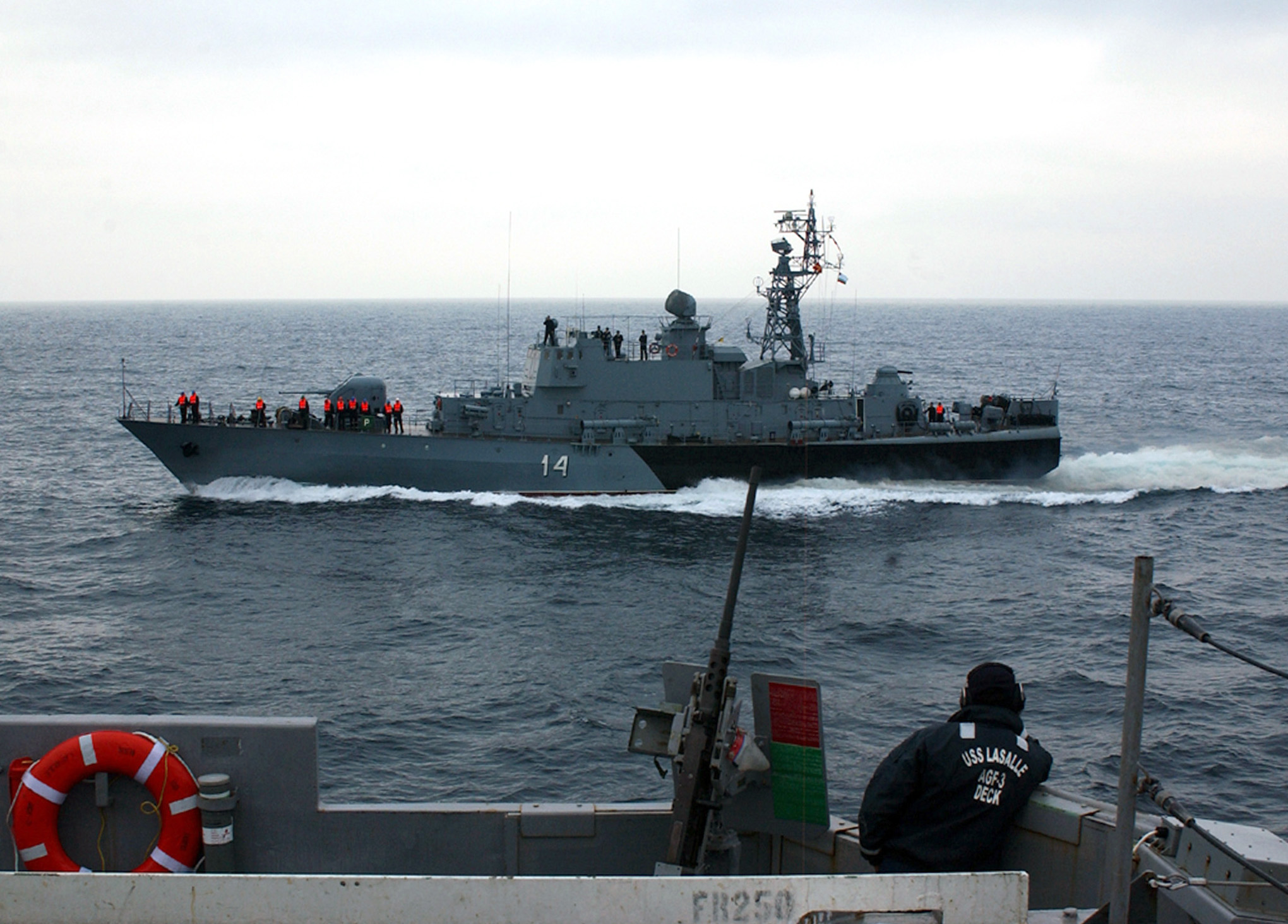
Korveta Bodri (14)

- Projekt 1241M / třída Tarantul
  - Mulniya (101)

- Projekt 1241.2 / třída Pauk
  - Reshitelni (13)
  - Bodri (14)

### Raketové čluny

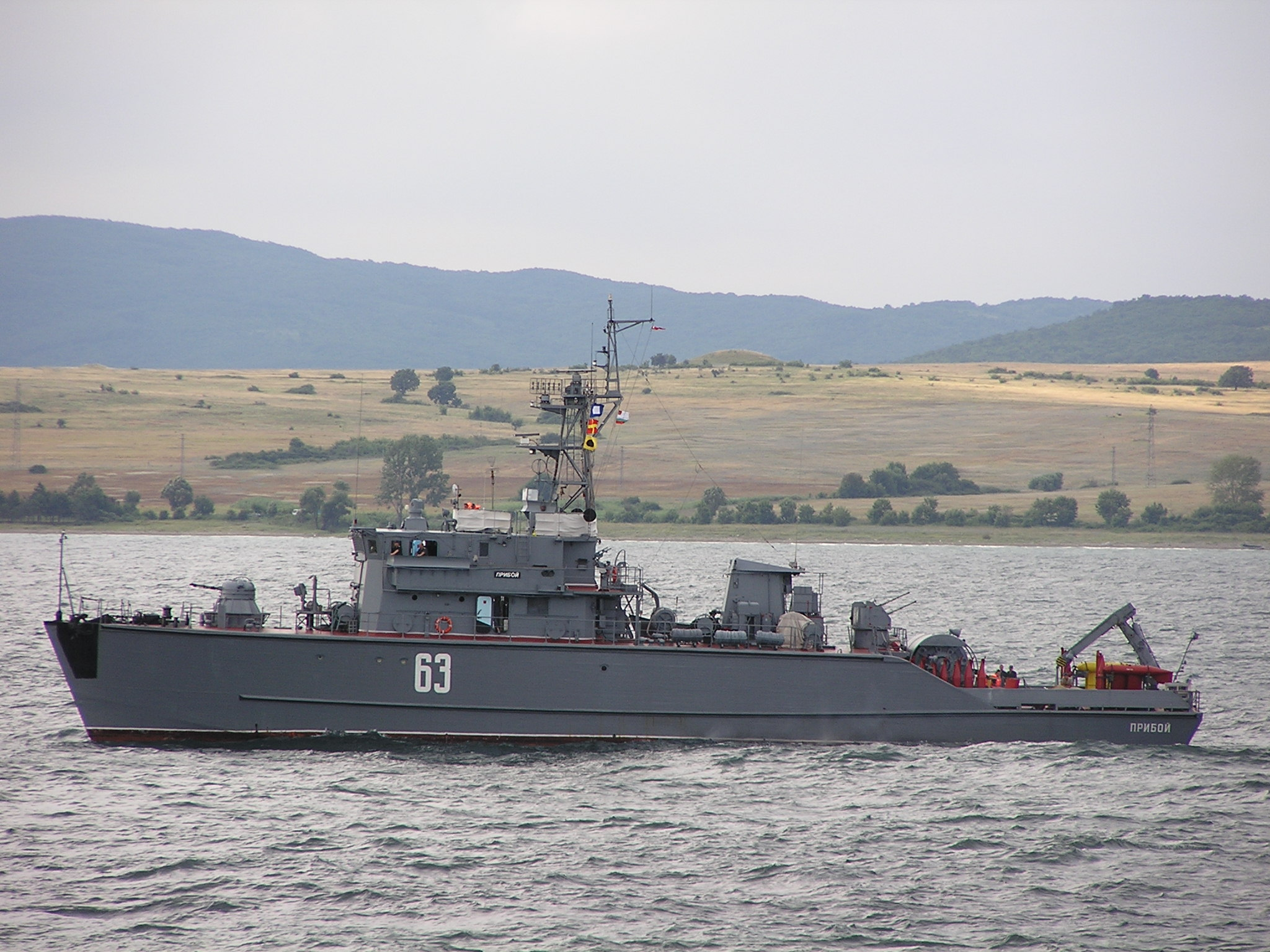
Minolovka třída Sonya

- Projekt 205 / třída Osa II
  - Uragon
  - Grum
  - Svetkavica
  - Smerč

### Minolovky
- Třída Tripartite
  - Tsibar (32, ex Myosotis)

## Plánované akvizice
- Třída Hrabri (2 ks) – Oceánská hlídková loď typu OPV90 německé loděnice Lürssen. Ve stavbě od roku 2021. Dodání plánováno na roky 2025–2026.